# Комісійні
Комісійні (англ. fees, в контексті комісійного магазину — consignment fees) — винагорода посереднику між сторонами у процесі купівлі-продажу матеріальних чи нематеріальних активів. Як правило становить або певний відсоток від суми угоди, або являє собою певну фіксовану суму.

## Варіанти оплати комісійних

### Сторони оплати
- Оплачує покупець
- Оплачує продавець
- Оплачують сторони у частинах по домовленості

### Час оплати
- До угоди
- В момент укладання угоди
- Через певний термін після укладання угоди

### Початкові комісійні
Початкові комісійні сплачуються при отриманні кредиту і вказуються у відсотках до суми кредиту та/або у вигляді фіксованої суми. Іноді банки пропонують включати ці комісійні у суму боргу. Наявність цих комісій збільшує вартість кредиту, оскільки зменшується розмір суми, яка реально отримується в банку на придбання товару чи послуг, водночас платежі розраховуються виходячи з суми, вказаної у кредитному договорі.
Наявність таких комісійних банки, які їх використовують, обґрунтовують по-різному: це відсоток «за отримання готівки», якщо гроші споживчого кредиту отримуються в такій формі, «за перерахування коштів» продавцю, це «членський внесок» до кредитної спілки, це сплата «за оформлення кредитної справи», «за розгляд заявки», «за перевірку документів», «за відкриття рахунку», «за страхування», «за оформлення», «за послуги нотаріуса» та навіть «за проведення розрахунків».